# Boy Called Twist
Boy Called Twist is een Zuid-Afrikaanse film uit 2004 geregisseerd door Tim Greene. De hoofdrollen worden vertolkt door Jarrid Geduld en Lesley Fong. De film is gebaseerd op Oliver Twist van Charles Dickens.

## Verhaal
De moeder van Twist sterft tijdens de geboorte. De plaatselijke bewoners plaatsen de baby in een weeshuis. Hij groeit op in Swartland maar wordt verkocht om kinderarbeid te verrichten op de boerderijen. Hij ontsnapt en gaat naar Kaapstad. Hij ontmoet er Fagin, de aanvoerder van een bende straatkinderen. Hij steelt van de oude man Ebrahim Bassedien maar wordt betrapt. De twee hebben zonder het te weten iets gemeen.

## Rolverdeling
- Jarrid Geduld - Twist
- Lesley Fong - Fagin
- Ivan Abrahams - Boese
- Merlin Balie - Chester
- Peter Butler - Monks
- Bill Curry - Ebrahim Bassedien
- Christo Davids - Noah
- Goliath Davids - Bedel
- Kim Engelbrecht - Nancy
- Bart Fouche - Bill Sykes